# Ilie Balaci
Ilie Balaci (Bistreț, 8 settembre 1956 – Craiova, 21 ottobre 2018) è stato un allenatore di calcio e calciatore rumeno, di ruolo centrocampista.

## Biografia
Morì nell'autunno del 2018 all'età di 62 anni, dopo essere stato colpito da ictus nella propria abitazione, a Craiova. Era padre della tennista Liana Balaci.

## Palmarès

### Giocatore

#### Club
- Campionato rumeno: 3

Universitatea Craiova: 1973-1974, 1979-1980, 1980-1981
- Coppa di Romania: 4

Universitatea Craiova: 1976-77, 1977-78, 1980-81, 1982-83

#### Nazionale
- Coppa dei Balcani: 1

1980

#### Individuale
- Calciatore rumeno dell'anno: 2

1981, 1982

### Allenatore

#### Competizioni nazionali
- Campionato tunisino: 1

Club Africain: 1991-1992
- Coppa di Tunisia: 1

Club Africain: 1992
- Coppa del Marocco: 1

Olympique Casablanca: 1992
- Campionato marocchino: 1

Olympique Casablanca: 1993-1994
- Campionato emiratino: 2

Al Shabab: 1994-1995
Al-Ain: 1999-2000
- Campionato saudita: 1

Al-Hilal: 1997-1998
- Coppa degli Emirati Arabi Uniti: 2

Al-Ain: 1998-1999
Al-Ahli: 2003-2004
- Coppa della Corona del Principe saudita: 1

Al-Hilal: 2002-2003
- Sudan Premier League: 1

Al-Hilal Omdurman: 2016

#### Competizioni internazionali
- CAF Champions League: 1

Club Africain: 1991
- Coppa dei Campioni afro-asiatica: 1

Club Africain: 1992
- Coppa delle Coppe araba: 3

Olympique Casablanca: 1993, 1994
Al-Hilal: 2000
- Coppa dei Campioni del Golfo: 2

Al-Nassr: 1997
Al-Hilal: 1998
- Supercoppa d'Asia: 1

Al-Hilal: 2000
- Champions League araba: 1

Al Sadd: 2001

### Videografia
- (RO) Marian Olaianos, Marius Mitran, Balaci, E-MediaOne, 2010.